# Velencei Nemzetközi Filmfesztivál
A Velencei Nemzetközi Filmfesztivál (olaszul: Mostra Internazionale d'Arte Cinematografica) minden évben, késő augusztusban kezdődik és szeptember elején ér véget a velencei biennálé keretében. A Mostra az első filmfesztivál volt a filmtörténelemben és jelenleg az egyik legfontosabb „A” kategóriájú filmfesztivál a világon. Az elsőt 1932-ben rendezték meg.
A fesztivál fődíja a Arany Oroszlán (Leone d'oro). 2002-ben új díjjal gazdagodott a fesztivál, a San Marco-díjjal, amit a legjobb film kap a „controcorrente” (a. m. ellenáramlat, vagyis nem mainstream jellegű film) szekcióban.

## Története
A Velencei Filmfesztivál a filmtörténelem első filmfesztiváljaként az egyik legnagyobb filmes eseménynek számít a világon. 1932 óta a legszínvonalasabb és a legjobbnak ítélt alkotások vesznek részt a versenyen. A filmművészet egyik legnagyobb elismerésének számító Arany Oroszlánt 1954-ben adták át először Renato Castellani Rómeó és Júlia című filmjéért.
Korábban a díjat Velencei Nemzetközi Nagydíjnak, majd Mussolini Kupának nevezték. A fesztivál jelenlegi fődíja, az Arany Oroszlán mellett kiosztják a legjobb rendezésért járó Ezüst Oroszlánt valamint a zsűri különdíját is. A filmek mellett a színészi alakításokat is díjazzák: a Volpi Kupa a legjobb színésznek és színésznőnek jár, melynek jelentőségét és értékét híven tükrözi, hogy olyan világhírű színészek érdemelték már ki, mint Jean Gabin, James Stewart, Gérard Depardieu, Hugh Grant, Jack Lemmon, Sean Penn, Brad Pitt, és olyan színésznők, mint Bette Davis, Sophia Loren, Shirley MacLaine, Isabelle Huppert, Juliette Binoche, Julianne Moore, Helen Mirren vagy Cate Blanchett.
Mindezek mellett elismerik még a legjobb fiatal színészt vagy színésznőt a világhírű olasz színész, Marcello Mastroianni nevét viselő kitüntetéssel, valamint a legjobb operatőrt és legjobb forgatókönyvet az Arany Osella-díjjal. A fesztivál szervezői természetesen nem feledkeznek meg az első,- és rövidfilmesekről, valamint 2009-től a legjobb 3D-filmek is jutalomban részesülnek.
1969 és 1979 között nem adtak ki díjakat. Ernest Laura igazgató így próbálta meg a fesztivált a nagyközönség számára ismertebbé tenni. A rendezvény azonban érdektelenség miatt mégis éveken át hanyatlott, csak az 1980-as években köszöntött be történetében a reneszánsz, elsősorban Carlo Lizzani fesztiváligazgató (és elismert filmrendező) működésének köszönhetően.

## A fesztivál programja
A Velencei Nemzetközi Filmfesztivál különböző szekciókra tagozódik:
- Hivatalos válogatás - a mustra fő eseménye
  - Nagyjátékfilmek versenye (In concorso) - körülbelül 20 nagyjátékfilm versenyez az Arany Oroszlánért.
  - Nagyjátékfilmek versenyen kívül (Fuori concorso) - az eltelt év legfeljebb 20 jelentős alkotását mutatják be, de nem versenyeznek a fődíjért.
  - Horizontok (Orizzonti) - a nemzetközi filmművészet legújabb esztétikai és kifejezésbeli irányait képviselő, mintegy 20 fiatal tehetség alkotását, valamint 20 rövidfilmet bemutató versenyszekció.
  - Extra horizontok (Orizzonti Extra) - nem versenyszekció kísérleti, zsáner- és szerzői nagyjátékfilmek, televíziós filmek és sorozatok részére.
  - Velencei Klasszikusok (Venezia Classici) - restaurált klasszikus filmek válogatása.
  - Velencei kiterjesztett virtuális valóság (Venice VR Expanded) - online szekció, amelyben legfeljebb 30 versenyző és versenyen kívüli film, valamint számos videó és interaktív alkotás kerül bemutatásra.
- Független és párhuzamos szekciók - a hivatalos válogatástól független alternatív programok.
  - Nemzetközi Kritikusok Hete (Settimana Internazionale della Critica {SIC}) - legfeljebb 8 kezdőfilmes alkotást vetítenek a szekció sajátos szempontjai alapján.
  - A szerzők napjai (Giornate degli Autori) - legfeljebb 12 film versenye, az olasz Nemzeti Filmkészítők Szövetsége (ANAC), valamint a 100 Szerző Szövetsége szervezésében.

## A fesztivál díjai
- Arany Oroszlán – a fesztivál fődíja, melyet 1954 óta ítélnek oda a legjobb filmnek.
- Volpi Kupa – a legjobb alakítást nyújtó színésznek illetve színésznőnek járó elismerés. A díjat 1935 óta ítélik oda.
- A zsűri különdíja – 1951 óta adják át.
- Ezüst Oroszlán(wd) – a legjobb filmrendezőnek járó elismerés.
- Arany Osella-díj(wd) – a legjobb forgatókönyvírónak járó elismerés.

## Múltbéli vagy időszakos díjak

### Mussolini Kupa a legjobb olasz filmnek
- 1934 Teresa confalonieri(wd) – rendező Guido Brignone(wd)
- 1935 Casta Diva – rendező Carmine Gallone(wd)
- 1936 Squadrone bianco – rendező Augusto Genina(wd)
- 1937 Afrikai Scipio(wd) (Scipione l'Africano) – rendező Carmine Gallone
- 1938 Luciano serra pilota – rendező Goffredo Alessandrini
- 1939 Abuna Messias – rendező Goffredo Alessandrini
- 1940 L'assedio dell'Alcazar – rendező Augusto Genina
- 1941 La corona di ferro – rendező Alessandro Blasetti
- 1942 Bengasi – rendező Augusto Genina

### Mussolini Kupa a legjobb külföldi filmnek
- 1934 Az arani ember (Man of Aran) – rendező Robert J. Flaherty(wd)
- 1935 Anna Karenina – rendező Clarence Brown
- 1936 Kalifornia császára (Der Kaiser von Kalifornien) – rendező Luis Trenker
- 1937 Táncrend (Un carnet de bal) – rendező Julien Duvivier
- 1938 Olympia 1.Teil – Fest der Völker – rendező Leni Riefenstahl
- 1940 A postamester (Der Postmeister) – rendező Gustav Ucicky(wd)
- 1941 Ohm Krüger – rendező Hans Steinhoff(wd)
- 1942 Der große König – rendező Veit Harlan(wd)

### Legjobb rendező díja
- 1935 King Vidor – The Wedding Night
- 1936 Jacques Feyder – Csintalan asszonyok (La Kermesse Héroique)
- 1937 Robert J. Flaherty & Korda Zoltán – Elefántfiú (Elephant Boy)
- 1938 Carl Froelich – Heimat

### Legjobb színész díja
- 1932 Fredric March – Dr. Jekyll és Mr. Hyde (Dr. Jekyll and Mr. Hyde)
- 1934 Wallace Beery – Viva Villa!
- 2003 Vlagyimir Garin, Ivan Dobronravov és Konsztantyin Lavronyenko – Visszatérés (Возвращение)

### Legjobb színésznő díja
- 1932	Helen Hayes – Madelon Claudet bűne
- 1934	Katharine Hepburn – Little Women

### Volpi Kupa a legjobb mellékszereplő színésznek
- 1993 Marcello Mastroianni – Un, Deux, Trois, Soleil
- 1994 Roberto Citran – Il toro
- 1995 Ian Hart – Nothing Personal
- 1996 Chris Penn – The Funeral

### Volpi Kupa a legjobb mellékszereplő színésznőnek
- 1993 Anna Bonaiuto – Dove siete? Io sono qui
- 1994 Vanessa Redgrave – Little Odessa
- 1995 Isabella Ferrari – Romanzo di un giovane povero

### Legjobb szereposztás díja

#### Különdíj a legjobb szereposztásnak
- 1954 Executive Suite: William Holden, June Allyson, Barbara Stanwyck, Fredric March, Walter Pidgeon & Shelley Winters

#### Volpi Kupa a legjobb szereposztásnak
- 1993 Rövidre vágva: Andie MacDowell, Bruce Davison, Jack Lemmon, Julianne Moore, Lane Cassidy, Matthew Modine, Anne Archer, Fred Ward, Jennifer Jason Leigh, Chris Penn, Josette Maccario, Lili Taylor, Robert Downey Jr., Madeleine Stowe, Tim Robbins, Cassie Friel, Dustin Friel, Austin Friel, Lily Tomlin, Tom Waits, Frances McDormand, Peter Gallagher, Lyle Lovett, Buck Henry & Huey Lewis